# Kinh tế Monaco
Đây là một cái nhìn tổng quan về nền kinh tế của Monaco. Monaco nằm trên bờ biển Địa Trung Hải phía nam nước Pháp, là một khu nghỉ mát nổi tiếng, thu hút khách du lịch đến sòng bạc và khí hậu dễ chịu.
Thân vương quốc đã tìm cách đa dạng hóa thành các dịch vụ và các ngành công nghiệp nhỏ, giá trị gia tăng cao, không ô nhiễm. Nhà nước không có thuế thu nhập và thuế kinh doanh thấp và phát triển mạnh như một thiên đường thuế cho cả những cá nhân đã tạo nơi cư trú và cho các công ty nước ngoài đã lập doanh nghiệp và văn phòng. Nhà nước giữ độc quyền trong một số lĩnh vực, bao gồm thuốc lá, mạng điện thoại và dịch vụ bưu chính.
Mặc dù số liệu thống kê kinh tế chính thức không được công bố, năm 2011 ước tính đặt sản phẩm quốc gia ở mức 5,748 tỷ đô la và thu nhập bình quân đầu người ở mức 188,409 đô la. Tỷ lệ thất nghiệp là 2%, tính đến năm 2012. Lưu trữ ngày 1 tháng 5 năm 2020 tại Wayback Machine
Mức sống cao và gần tương đương với những người ở khu vực đô thị thịnh vượng của Pháp. Monaco không công bố số liệu thu nhập quốc dân; các ước tính dưới đây là vô cùng thô. 

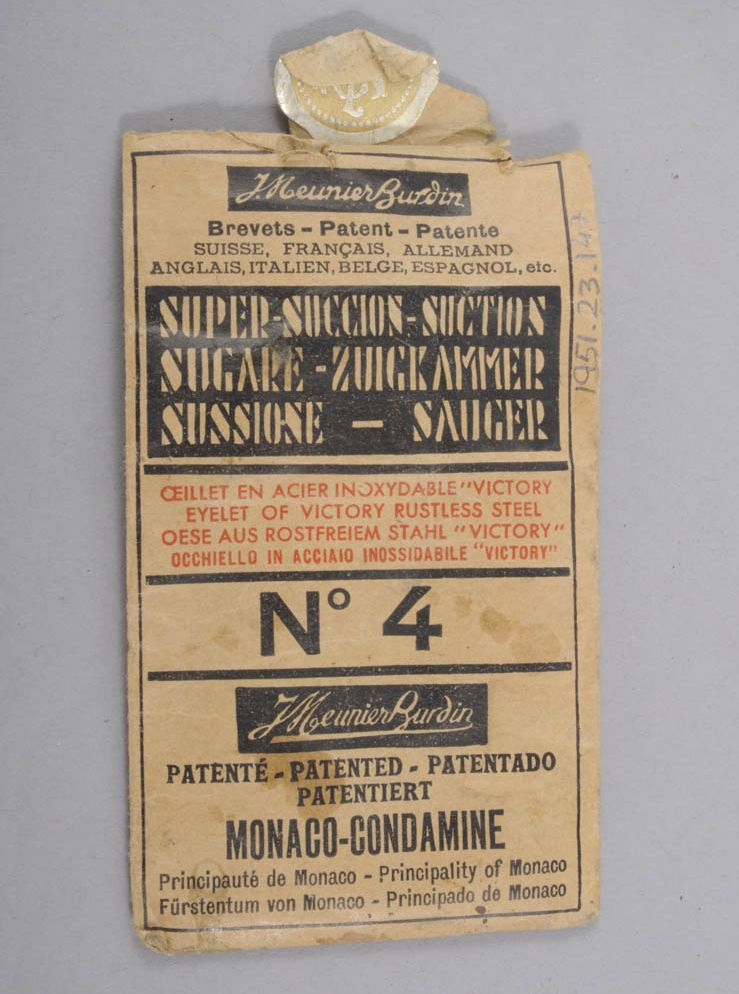
Hàm răng giả bám dính nhẫn làm ở Monaco, đầu tới giữa thế kỷ 20

## Tổng quan
Sự phát triển kinh tế đã được thúc đẩy vào cuối thế kỷ 19 với việc mở đường sắt kết nối với Pháp và một sòng bạc. Nền kinh tế của Monaco hiện chủ yếu hướng đến tài chính, thương mại và du lịch.

## Thời hiện đại

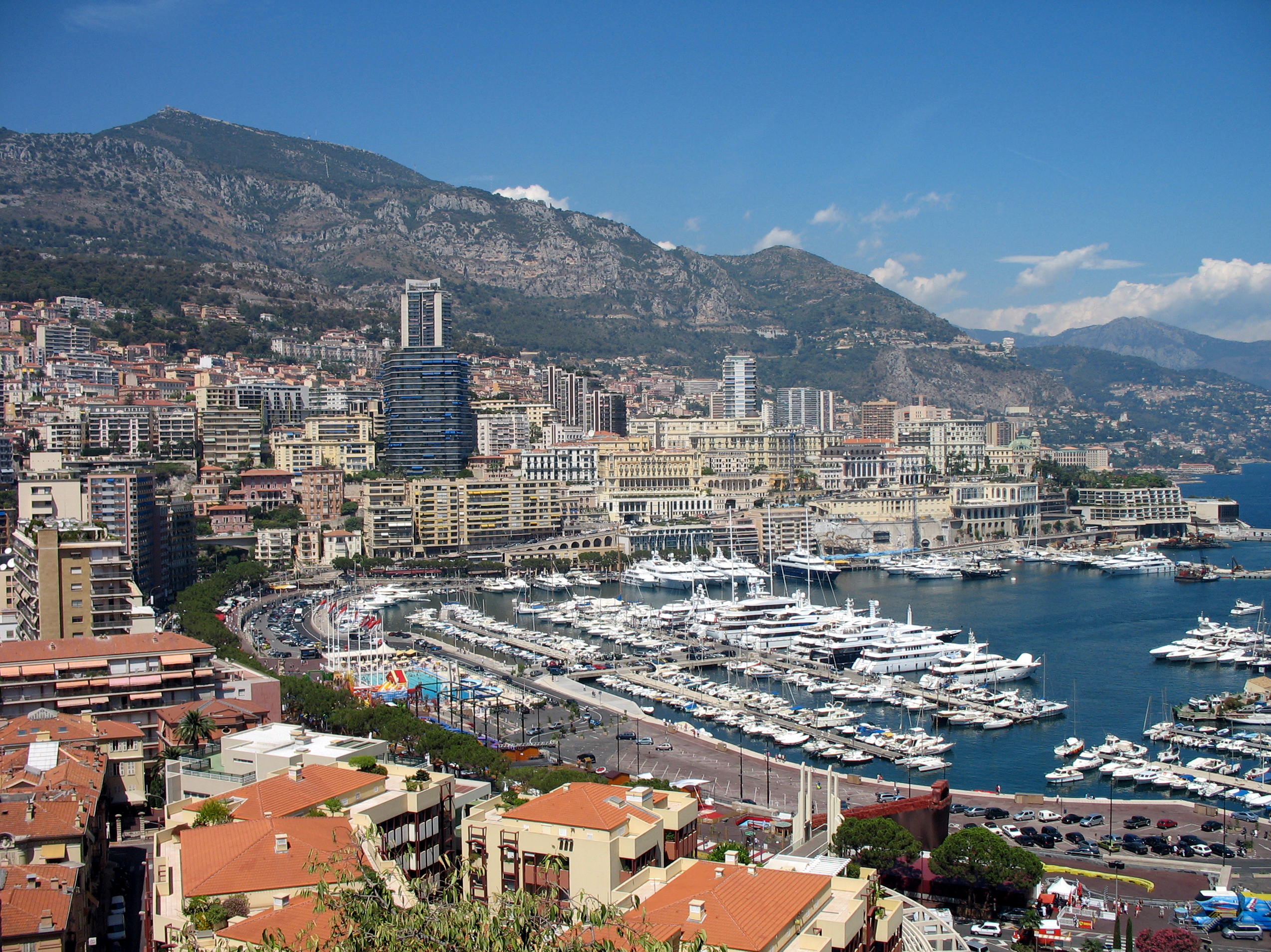
Bến cảng Port Hercule

Thuế thấp đã thu hút nhiều công ty nước ngoài đến Monaco và chiếm khoảng 75% thu nhập GDP hàng năm 5,748 tỷ đô la trong năm 2011. Tương tự, du lịch chiếm gần 15% doanh thu hàng năm, vì Công quốc Monaco cũng là một trung tâm du lịch lớn kể từ khi sòng bạc nổi tiếng Monte Carlo được thành lập năm 1856. Các sòng bạc được ám chỉ trong bài hát của ABBA Money, Money, Money.
Hoạt động tài chính và bảo hiểm, cùng với các hoạt động khoa học và kỹ thuật là những đóng góp chính cho GDP của Monaco. Ngành ngân hàng của Monaco khá lớn: năm 2015 tài sản ngân hàng hợp nhất 8,42 lần vượt GDP của cả nước. Các ngân hàng hoạt động tại Monaco theo truyền thống chuyên về dịch vụ ngân hàng tư nhân, tài sản và quản lý tài sản.
Một liên minh kinh tế và hải quan với Pháp chi phối hải quan, dịch vụ bưu chính, viễn thông và ngân hàng ở Monaco. Trước đồng euro, Monaco đã sử dụng đồng franc Pháp. Bây giờ là một phần của Eurozone, nhưng không phải EU, Monaco đúc tiền xu euro của riêng mình.
Tất cả cư dân nộp thuế dưới hình thức thuế giá trị gia tăng 19,6% đối với tất cả hàng hóa và dịch vụ.
Monaco được chú ý vì hoạt động trong lĩnh vực khoa học biển. Bảo tàng Hải dương học của nước này, trước đây do Jacques-Yves Cousteau làm điều hành, là một trong những tổ chức nổi tiếng nhất của loại hình này trên thế giới. Monaco nhập khẩu và xuất khẩu sản phẩm và dịch vụ từ khắp nơi trên thế giới. Không có nông nghiệp thương mại ở Monaco; nước này là đô thị 100%.

## Thiên đường thuế
Monaco không đánh thuế thu nhập đối với cá nhân. Việc không có thuế thu nhập cá nhân trong thân vương quốc, đã thu hút một số lượng đáng kể cư dân "tị nạn thuế" giàu có từ các nước châu Âu, những người có được phần lớn thu nhập từ hoạt động bên ngoài Monaco; những người nổi tiếng như các tay đua Công thức 1 thu hút hầu hết sự chú ý, nhưng đại đa số họ là những doanh nhân ít nổi tiếng.

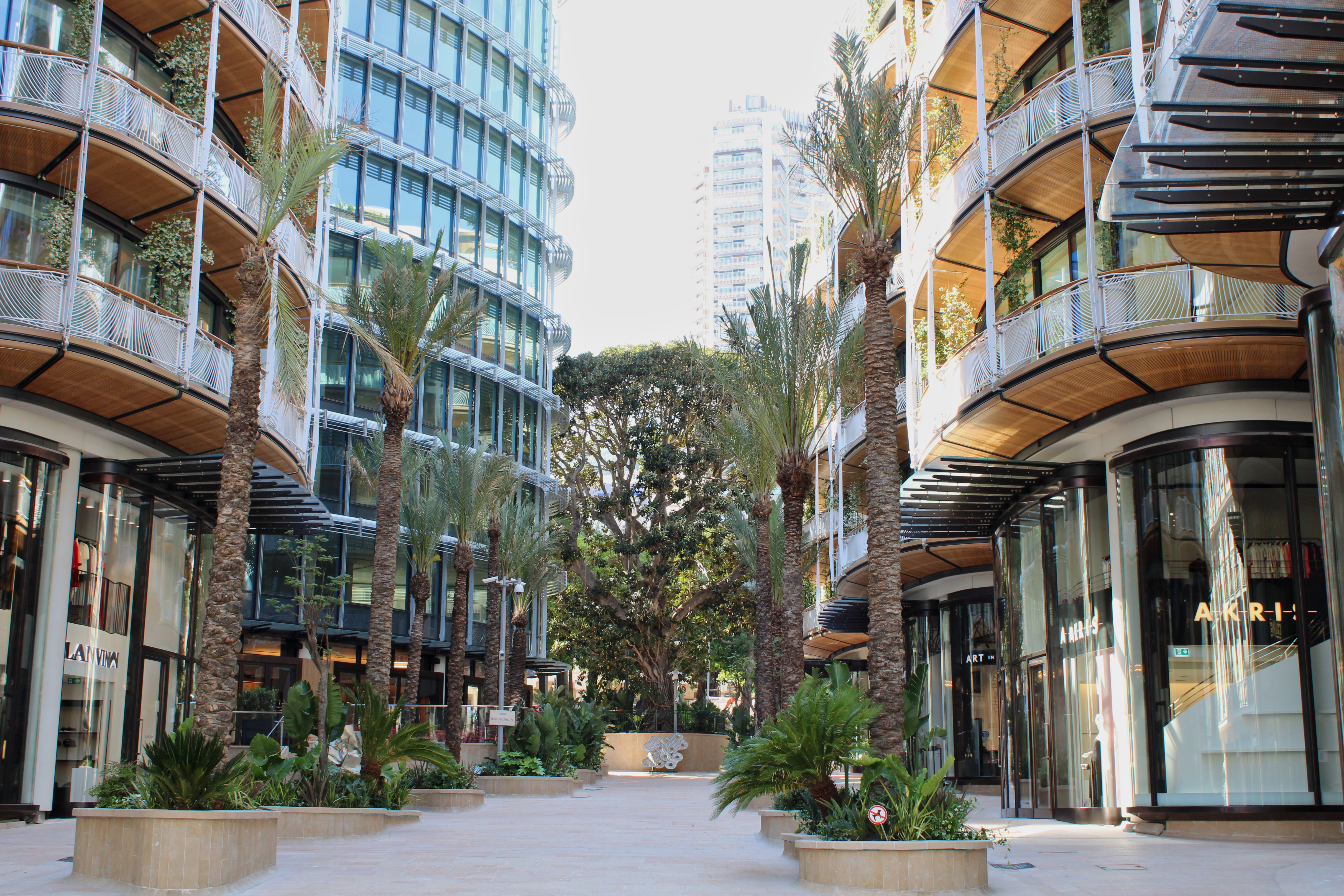
Một số trung tâm mua sắm tại Monaco

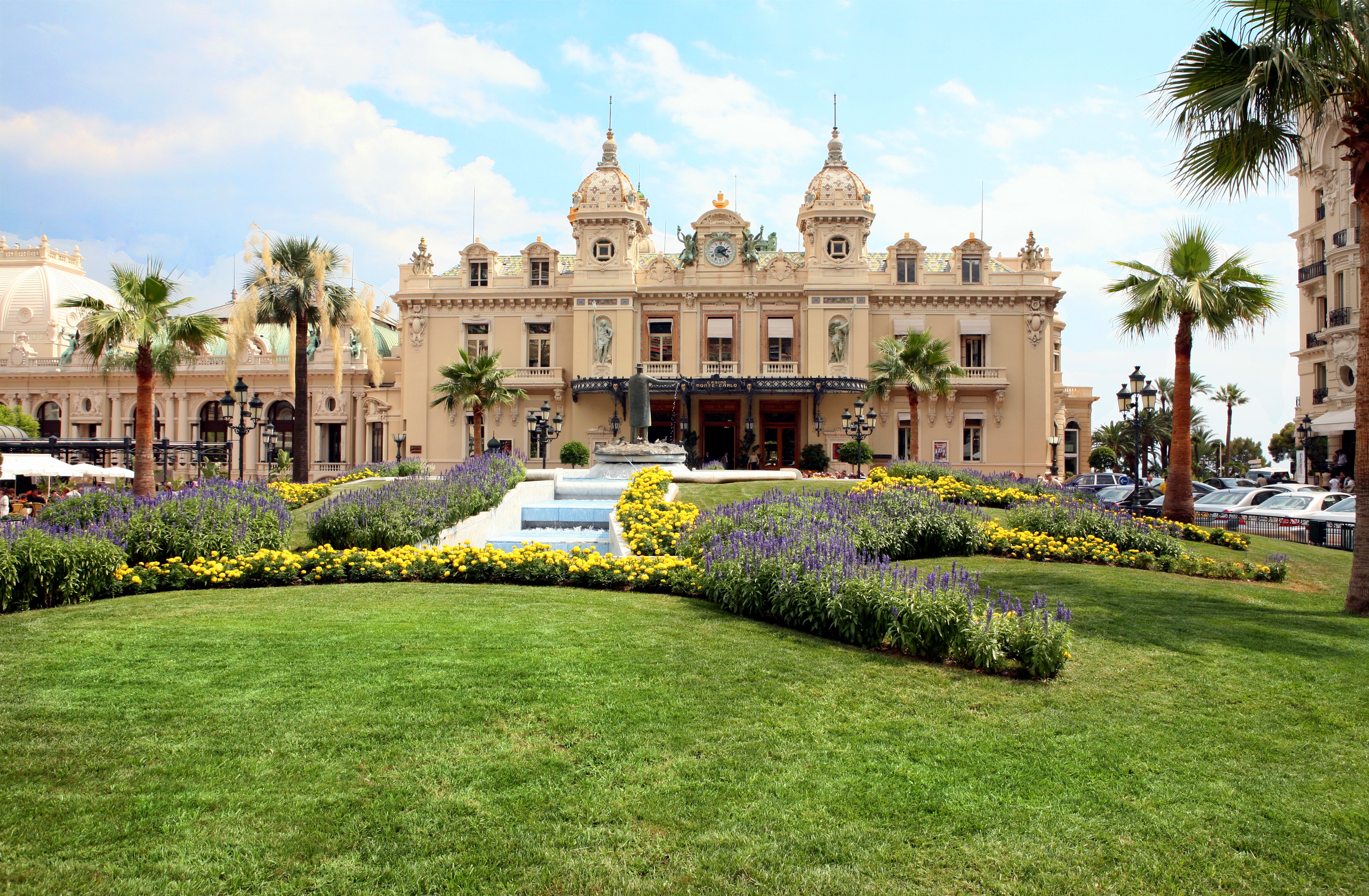
Sòng bạc (Casino) tại Monte Carlo

Năm 2000, một báo cáo của các nghị sĩ Pháp, Arnaud Montebourg và Vincent Peillon, đã cáo buộc rằng Monaco có các chính sách lỏng lẻo liên quan đến rửa tiền, kể cả trong sòng bạc nổi tiếng của nó, và chính phủ của Monaco đã gây áp lực chính trị lên tòa án, tội phạm bị cáo buộc đã không được điều tra đúng.
Năm 1998, Tổ chức Hợp tác và Phát triển Kinh tế (OECD) đã ban hành một báo cáo đầu tiên về hậu quả của hệ thống tài chính của các thiên đường thuế. Monaco đã không xuất hiện trong danh sách các lãnh thổ này cho đến năm 2004, khi OECD trở nên phẫn nộ về tình hình Monegasque và tố cáo nó trong báo cáo cuối cùng của mình, cũng như Andorra, Liechtenstein, Liberia và Quần đảo Marshall, nhấn mạnh sự thiếu hợp tác của họ như liên quan đến công bố thông tin tài chính và sẵn có.
Năm 2000, Lực lượng đặc nhiệm hành động tài chính về rửa tiền (FATF) tuyên bố: "Hệ thống chống rửa tiền ở Monaco là toàn diện. Tuy nhiên, những khó khăn đã gặp phải với Monaco bởi các quốc gia trong các cuộc điều tra quốc tế về các tội phạm nghiêm trọng dường như cũng liên quan đến vấn đề thuế. Ngoài ra, FIU của Monaco (SICCFIN) bị thiếu rất nhiều nguồn lực đầy đủ. Chính quyền của Monaco đã tuyên bố rằng họ sẽ cung cấp thêm nguồn lực cho SICCFIN. " Công quốc không còn bị đổ lỗi trong báo cáo của FATF năm 2005, cũng như tất cả các lãnh thổ khác. Tuy nhiên, kể từ năm 2003, Quỹ Tiền tệ Quốc tế (IMF) đã xác định Monaco, cùng với 36 lãnh thổ khác, là thiên đường thuế.
Hội đồng châu Âu cũng quyết định ban hành các báo cáo đặt tên cho các thiên đường thuế. Hai mươi hai lãnh thổ, bao gồm cả Monaco, do đó được đánh giá từ năm 1998 đến 2000 trên vòng đầu tiên. Monaco là lãnh thổ duy nhất từ chối thực hiện vòng thứ hai, dự báo ban đầu từ năm 2001 đến 2003, trong khi 21 lãnh thổ khác đang thực hiện vòng thứ ba và vòng cuối cùng, được lên kế hoạch từ năm 2005 đến 2007.